# Vida Akoto-Bamfo
Pour les articles homonymes, voir Akoto-Bamfo et Akoto.
Vida Akoto-Bamfo (née en 1949) est une juge à la retraite de la Cour suprême du Ghana. Elle a siégé à la Cour suprême de 2009 à 2019.

## Enfance et éducation
Akoto-Bamfo est née le 7 février 1949, d'Alfred Kingsley Bannerman-Williams et de Grace Darkua Dodoo à Pokuase (en), dans la Région du Grand Accra au Ghana. Elle a fait ses premières études à la Accra Royal School à James Town (British Accra). En 1963, elle a été admise à la Mfantsiman Girls' Secondary School où elle a obtenu son certificat de niveau «O». Elle a ensuite poursuivi ses études au lycée pour filles d'Aburi de 1967 à 1969. Elle a étudié le droit à la faculté de droit de l'université du Ghana entre 1972 et 1975. Elle s'est ensuite rendue à la Ghana Law School d'Accra.

## Carrière
Avant de rejoindre la magistrature en 1981, Akoto-Bamfo a travaillé au bureau du procureur général dans le cadre de son service national. Elle a rejoint plus tard la British Indian Insurance Company à Accra, et la défunte Zenith Assurance en tant que gestionnaire chargée des réclamations de 1976 à 1981. Là, elle était responsable du règlement des réclamations d'assurance. Elle est devenue magistrate de district en 1981. En tant que magistrate, elle a été affectée pour la première fois au tribunal d'instance de New Town pendant ses deux premières années. Elle a ensuite été transférée à Cocoa Affairs où elle a travaillé comme l'un des premiers magistrats là-bas. Plus tard, elle a été nommée juge de la Circuit Court en poste à Tema avant de retourner aux affaires de cacao en 1986. Elle est restée à Cocoa Affairs de cette date jusqu'en 1991, date à laquelle elle a été promue au siège de la Haute Cour. Après avoir été juge à la Haute Cour pendant trois ans, elle a été mutée en Gambie pour deux ans en tant que présidente de la Commission des actifs. Elle a été nommée juge à la cour d'appel en 1999 et elle a continué à occuper ce poste jusqu'à sa nomination et sa nomination comme juge à la Cour suprême du Ghana par John Atta Mills, président du Ghana en 2009. Elle a pris sa retraite en février 2019. Elle a été nommée avec Nasiru Sulemana Gbadegbe (en) et Benjamin Teiko Aryeetey (en) (maintenant à la retraite). Elle a rejoint les juges Stephen Alan Brobbey (en), Georgina Wood (alors juge en chef) et Samuel Date-Bah (en), tous retraités.

## Vie privée
Vida Akoto-Bamfo était mariée à feu Eugene Akoto-Bamfo Sr., juriste. Elle s'est identifiée comme méthodiste mais a été boursière à la Police Church.